# Карен Вазгенович Захаров
Карен Вазгенович Захаров (род. 21 июня 1976, Ташкент, УзССР) — российский кинорежиссёр, сценарист.

## Биография
Родился в Узбекистане в городе Ташкент в творческой семье. Отец Вазген Захаров был архитектором, а его мама работала в архитектурном бюро. 
С детства занимался в художественной школе, окончил с отличием. 

## Творческий путь
В 1996 году стал программным режиссером в ГТРК «Оренбург»
В 1997 переехал в Москву и с 1998 года начал свою работу на канале MTV
С 2000-го — занимал должность режиссера в цикле документальных передач «Антология юмора» на ТНТ. 
Параллельно с этим работал режиссером монтажа в международной музыкальной программе «Пепси-чарт» канала НТВ и режиссером-постановщиком в телекомпании «Останкино», где принимал участие в создании еженедельных передач «Здоровье», «Человек и закон», «Документальный детектив», пр.
В середине «нулевых» дебютировал как режиссер телевизионных фильмов. Начал в таких проектах как «Люба, дети и завод…», «Не родись красивой». 
В 2007 году стал режиссером сериала "Папины дочки" одного из самых высокорейтинговых проектов телеканала СТС, который четырежды получал телевизионную награду «ТЭФИ». 
Далее последовал в 2008 году культовый молодежный сериал «Ранетки», который проник в юношеские сердца и стал примером для молодежи.
Большое количество сериалов было создано для различных ТВ каналов - «Стройбатя», «Другой майор Соколов», «Я лечу», «Опасные связи», «Две жены», «Синичка», «Вина» и пр.
В 2021 году совместно с Арменом Ананикяном и кинокомпанией "Fresh-Film" приступил к созданию своего первого полнометражного фильма "Артек. Большое путешествие". Выход в широкий прокат состоялся 28 апреля 2022 года и собрал более 850 000 $
В 2021 году снял семейную картину "Баба Яга спасает мир". Премьера состоялась в кинотеатре "Октябрь" 3 августа 2023 года. Фильм собрал в национальном прокате более полумиллиарда рублей и стал одним из самых кассовых семейных российских релизов года.
В ноябре 2022 года в рамках Арктического Международного Кинофестиваля "ЗОЛОТОЙ ВОРОН", прошел спецпоказ во внеконкурсной программе - полнометражные фильмы "АРТЕК. Большое путешествие"
Также в 2022/23 годах снял несколько сериалов для канала Домашний - «Если сердце дрогнет», «Без памяти любя», «Поворот к счастью», «Качели под куполом» и для ТВЦ - «Загадки Монти Холла» и «Загадки Ферма»
В конце 2023 года снял для телеканала «Пятница» - «Евгенич. Новогодний эпизод», специальный праздничный выпуск популярного сериала о композиторе из 90-х, в главной роли Сергей Жуков.
Весной 2024 года приступил к работе над сериалом для канала СТС – «Солнце, море, два ствола». Веселая история о полицейских с Романом Постоваловым и Кириллом Зайцевым в главных ролях. А уже 23 сентября 2024 года состоялась премьера сериала.
Летом 2024 года, совместно с кинокомпанией «Fresh-Film», приступил к своей новой работе "Баба Яга спасает новый год", это продолжение нашумевшей сказки-фэнтези. В главных ролях Людмила Артемьева, Ян Цапник, Сергей Никоненко и другие. 09 декабря состоялся спецпоказ сказки в 6-ти киноконцертных залах "Октябрь", а уже 12 декабря фильм вышел в широкий прокат.
Осенью 2024 года начал работу над продолжением кинокартины под рабочим названием "Артек. Большое путешествие:1812». Премьера приключенческой истории вышла на широкий экран 12 июня 2025 года и была приурочена к 100-ю детского лагеря "АРТЕК" с названием "Артек. Сквозь столетия". Фильм был так же показан в самом "АРТЕКе" на праздновании юбилея лагеря.
Номинирован на премию «ТЭФИ-Kids»-2024 в номинации – «Режиссёр кинофильма/сериал для детей и семейного просмотра» с кинокартиной "Баба Яга спасает мир". Был награжден дипломом финалиста премии ТЭФИ-Кидс. 
Церемония награждения победителей Российской Национальной телевизионной премии в области детского, юношеского, семейного кино и телевидения ТЭФИ KIDS-2024 состоялась в г. Москве 28 октября 2024 г. в Et cetera (театр).
В начале декабря приступил к работе над новым проектом для онлайн-кинотеатра Ivi "Я к тебе надолго", где главную роль сыграл самый популярный турецкий актер Бурак Озчивит Первую из шести серий романтического скетчкома зрители смогли посмотреть на "Иви" уже 2024 году.

## Личная жизнь
От первого брака сын Даниил (род. 2000). 
Женат, в браке 3 сыновей – Давид (род. 2005), Марк (род. 2008), Филипп (род. 2016)

## Фильмография
| ГОД       | СЕРИАЛ                                      | ФИЛЬМ                         |
| --------- | ------------------------------------------- | ----------------------------- |
| 2005-2006 | Не родись красивой                          |                               |
| 2005-2006 | Люба, дети и завод                          |                               |
| 2006      | Братья по-разному                           |                               |
| 2006      | Острог. Дело Фёдора Сеченова                |                               |
| 2007      | Атлантида                                   |                               |
| 2007      | Вся такая внезапная                         |                               |
| 2007-2013 | Папины дочки                                |                               |
| 2008      | Я лечу                                      |                               |
| 2008-2010 | Ранетки                                     |                               |
| 2010      | Берия. Проигрыш                             |                               |
| 2010      | Стройбатя                                   |                               |
| 2011      | Новости                                     |                               |
| 2011      | Последний аккорд                            |                               |
| 2013      | Операция «Кукловод»                         |                               |
| 2015      | Другой майор Соколов                        |                               |
| 2016      | Опекун                                      |                               |
| 2016      | Айвазовский. Девятый вал                    |                               |
| 2017      | Майор Соколов. Игра без правил              |                               |
| 2017      | Опасные связи                               |                               |
| 2017      | Две жены                                    |                               |
| 2018      | Цена прошлого                               |                               |
| 2018      | Убийства по пятницам                        |                               |
| 2018      | Реставратор                                 |                               |
| 2018      | Её секрет                                   |                               |
| 2019      | Убийства по пятницам 2                      |                               |
| 2020-2021 | Нож в сердце                                |                               |
| 2020      | Игрушка                                     |                               |
| 2020      | Актеры затонувшего театра                   |                               |
| 2020      | Синичка-3                                   |                               |
| 2020      | Синичка-4                                   |                               |
| 2021      | Объявлен мертвым                            |                               |
| 2021      | Кто поймал букет невесты                    |                               |
| 2021      | Я иду тебя искать. Московское время         |                               |
| 2021      | Я иду тебя искать. За закрытыми дверями     |                               |
| 2021      | Покопайтесь в моей памяти                   |                               |
| 2021      | Синичка-5                                   |                               |
| 2021      |                                             | Артек. Большое путешествие    |
| 2022      | Пригласи в дом призрака                     |                               |
| 2022      | Тихие воды                                  |                               |
| 2022      | Вина                                        |                               |
| 2022      | Иду за тобой                                |                               |
| 2023      | Без памяти любя                             |                               |
| 2023      | Если сердце дрогнет                         |                               |
| 2023      | Как выйти замуж за француза                 |                               |
| 2023      |                                             | Баба Яга спасает мир          |
| 2023      | Нам не жить друг без друга                  |                               |
| 2023      | Серая мышь                                  |                               |
| 2023      | Идеальное решение                           |                               |
| 2023      | Требуется мама                              |                               |
| 2023      | Поворот к счастью                           |                               |
| 2023      | Качели под куполом                          |                               |
| 2023      | Загадка Монти Холла                         |                               |
| 2023      | Загадка Ферма                               |                               |
| 2023      | Евгенич. Новогодний эпизод                  |                               |
| 2024      | Солнце, море, два ствола                    |                               |
| 2024      |                                             | Баба Яга спасает Новый Год    |
| 2024      | Я к тебе надолго                            |                               |
| 2025      |                                             | Артек. Сквозь столетия        |
| 2025      | Солнце, море, два ствола 2 (в производстве) |                               |
| 2025      |                                             | Встань и иди (в производстве) |